# Thematic Mapper
Der Thematic Mapper (TM) ist ein durch die Landsat-4 und -5 Satelliten gestütztes opto-mechanisches System zur Erfassung von Fernerkundungsdaten im Forschungsbereich der Fernerkundung, Enhanced Thematic Mapper (ETM+) die Erweiterung bei Landsat-7.

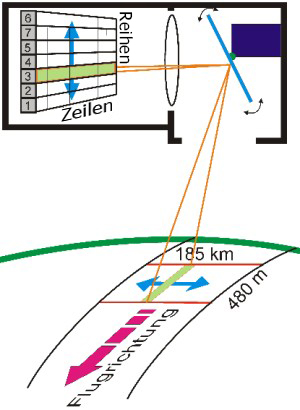
TM-Abtastvorgang

## Räumliche Auflösung
Das System beruht auf einer Anordnung von 100 Spektraldetektoren, die durch einen oszillierenden Spiegel die von der Erdoberfläche reflektierten Signale aufzeichnen. Dabei bilden bei den Spektralkanälen 1 bis 5 und 7 je Kanal 16 Spektraldetektoren eine Abtastreihe. Für den Kanal 6 sind es 4 Detektoren pro Reihe. Pro Spiegeldrehung werden etwa 6300 Messungen durchgeführt. Eine Zeile entspricht 185 Kilometer auf der Erdoberfläche (185 km / ca. 6300 Messungen = 30 Meter pro Pixel in der Zeile).
Eine Abtastreihe besteht aus 16 Detektoren und bildet 480 Meter ab, daraus ergibt sich 30 Meter pro Pixel in der Reihe. Ein Pixel der Kanäle 1–5 und 7 bildet die Strahlungsintensität einer Fläche von 30 Meter × 30 Meter ab. Ein Pixel des TIR-Kanals 6 bildet die Strahlungsintensität einer Fläche von 120 Meter × 120 Meter ab.

## Spektrale Auflösung
| Kanal | Strahlungsart         | Wellenlänge (µm) | Anwendung                                                                  |
| ----- | --------------------- | ---------------- | -------------------------------------------------------------------------- |
| 1     | blau                  | 0,45 – 0,52      | Unterscheidung von Boden, Gewässer und Vegetation                          |
| 2     | blaugrün + grüngelb   | 0,53 – 0,61      | Vegetation an Land und im Wasser                                           |
| 3     | orange + rot          | 0,63 – 0,69      | Unterscheidung von Pflanzenarten, Trennung von Bodentypen, Mineralien      |
| 4     | Nahes Infrarot        | 0,78 – 0,90      | Biomasse, Küstenlinien, Urbanisierung                                      |
| 5     | Kurzwelliges Infrarot | 1,57 – 1,78      | durchdringt Dunst, Unterscheidung von Pflanzenarten und Gesteinsarten      |
| 6     | Thermales Infrarot    | 10,42 – 11,66    | Wärmestrahlung, Messung mehr von Wärmedifferenzen als exakten Temperaturen |
| 7     | Kurzwelliges Infrarot | 2,10 – 2,35      | Wassergehalt von Pflanzen, Böden                                           |

## Enhanced Thematic Mapper (ETM)
Landsat-6 war mit einem ETM ausgerüstet, das wegen des Verlusts des Satelliten nicht zum Einsatz kam. Das System ETM+ von Landsat-7 liefert seit 2003 wegen eines Mechanikproblems nur noch hochaufgelöste Daten innerhalb eines Streifens von 25 km Breite. Zusätzlich zu TM verfügte ETM über ein panchromatisches Band 0,5–0,9 µm mit 15 m Ortsauflösung (Band 8), ETM+ über eine Ortsauflösung von 60 m im Thermalband. Damit stehen für ETM+ folgende Kanäle zur Verfügung (Wellenlängen in µm): 0,45–0,52, 0,52–0,60, 0,63–0,69, 0,76–0,90, 1,55–1,75, 2,08–2,35 mit 30 m Auflösung, 10,4–12,5 (thermal band) und ein panchromatisches Band 0,5–0,9 mit 15 m Ortsauflösung (Band 8).

## Radiometrische Auflösung
Die TM-Detektoren haben eine Auflösung von 8 Bit zur Darstellung von 256 Graustufen.

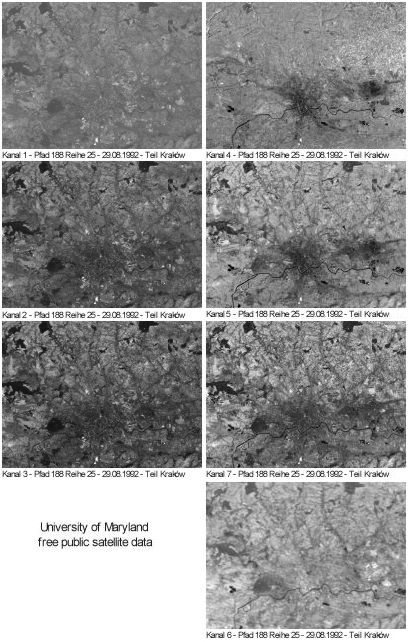
Zusammenstellung der sieben Spektralkanäle des TM

Die Bildfolge rechts zeigt Datenausschnitte aus den sieben Kanälen der Fernerkundungsdaten des Thematic Mapper der Landsat 4- und Landsat 5-Satelliten. Der Bildausschnitt zeigt die polnische Stadt Krakau und deren Umgebung. Die Originaldatensätze der sieben Kanäle des Thematic Mapper haben ein Datenvolumen von rund 450 Megabyte.